# Kadan
Kadan Khan (fl. XIII secolo) è stato un condottiero mongolo.
Appartenente al clan reale mongolo in quanto nipote di Gengis Khan, era un pretendente al Gran Khanato.

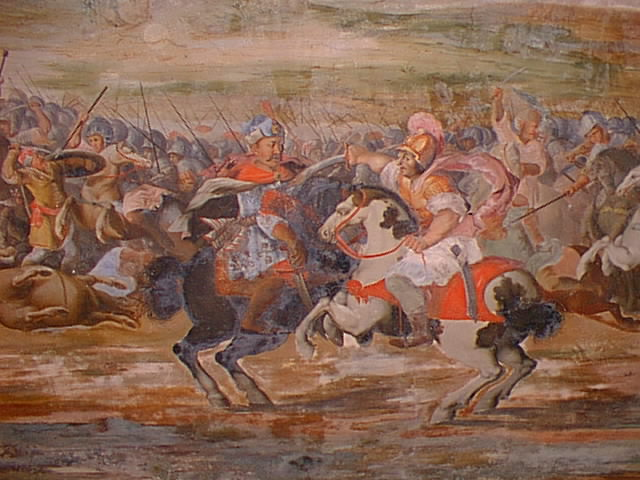

## Biografia
Era il figlio di Ögödei, secondo gran Khan, e di una sua concubina, e quindi nipote abiatico di Gengis. Assieme a Baidar e Orda condusse con l'Orda Bianca l'attacco mongolo in Europa assieme all'Orda Blu di Batu Khan, in Ungheria e nel 1241 in Polonia. Condusse in prima persona le scorreria di Cracovia e di Lituania razziando dalle città sul Baltico alla Boemia. Lungo la sua discesa le conquiste si facevano sempre più ardue e ad un costo umano sempre più alto, specialmente alle porte dell'Ungheria ed in Moravia per l'opposizione di Bela IV e poi nei pressi di Székesfehérvár dove incontrando truppe mercenarie italiche ebbe la peggio. Ritirandosi dalla città si diresse a sud in Croazia dando la caccia al re Bela. Compi' sacchi delle città Croate e Dalmate da Zagabria a Scutari, subendo una sola sconfitta a Fiume. Giunti sulle coste dell'odierna Albania si ritirarono per la morte di Ogodei e l'imminente Kuriltai. Ritornando percorsero le piste in Bulgaria, mettendola a ferro e fuoco.
In alcune fonti medioevali spesso è confuso con Kaidu Khan.

## Ascendenza
Figlio di Ögödei e di Argana, una concubina, era nipote di Gengis Khan.

## Discendenza
Ebbe alcuni figli.